# Truth Be Told, Part 1
Truth Be Told, Part 1 é o primeiro EP do cantor americano Greyson Chance e foi lançado em 19 de Novembro de 2012. Contém cinco temas originais. 

## Antecedentes
O EP é descrito como uma amostra do que ainda está por vir no seu próximo álbum de estúdio. "Mudei-o neste EP e é muito diferente de Hold on 'til the Night. A ideia por trás disso é que este é o que a música deve ser sobre-Truth Be Told". - Greyson em uma entrevista com a Total Girl Filipinas

## Singles
- "Sunshine and City Lights" é o primeiro single do EP. Foi lançado em 2 de Outubro de 2012. O vídeo da música estreou pela Vevo em 16 de Novembro de 2012 e foi dirigido por Clarence Fuller[3] com o tratamento para o vídeo que está sendo de autoria de Chance.

## Lista de faixas
| N.º | Título                     | Compositor(es)                                        | Produtor(es)                          | Duração |  |
| 1.  | "Sunshine and City Lights" | Greyson Chance, Nexus                                 |                                       | 3:43    |  |
| 2.  | "You Might Be the One"     | Greyson Chance, Brandon Salaam Bailey, Michael Warren | Brandon Salaam Bailey, Michael Warren | 3:23    |  |
| 3.  | "Leila"                    | Greyson Chance, Toby Gad, Lindy Robbins               | Toby Gad                              | 2:49    |  |
| 4.  | "California Sky"           | Greyson Chance, Toby Gad, Lindy Robbins               | Toby Gad                              | 2:52    |  |
| 5.  | "Take My Heart"            | Greyson Chance, Brandon Salaam Bailey, Michael Warren | Brandon Bailey, Michael Warren        | 2:43    |  |

## Histórico de lançamento
| Região | Data                   | Formato          | Editora        |
| ------ | ---------------------- | ---------------- | -------------- |
| Mundo  | 29 de outubro de 2012  | CD               | Geffen Records |
| Mundo  | 19 de novembro de 2012 | Digital download | Geffen Records |